# Calcaronea
Calcaronea (лат.) — подкласс известковых губок, содержащий три отряда и 14 семейств. Исключительно морские обитатели. Известны с кембрийского периода — первые ископаемые остатки найдены в слоях, датированных 516 млн лет назад.

## Строение
Губки, входящие в состав этого подкласса, имеют самые разные размеры, форму тела и организацию скелета. В пределах подкласса встречаются все известные типы водоносной системы губок: асконоидная, сиконоидная, силлеибидная и лейконоидная, однако все типы систем имеются только у представителей отряда Leucosolenida. Как у всех известковых губок, скелет Calcinea состоит из известковых спикул, имеющих два, три или четыре луча. У спикул с тремя лучами лучи расходятся под разными углами, и один из лучей длиннее двух других. Некоторые представители, например, Minchinella, помимо одиночных спикул, имеют скелет из спаянных друг с другом спикул. У Petrobiona скелет представляет собой плотную известковую массу. Хоаноциты имеют апикально расположенные яйцевидные или грушевидные ядра, причём корешок жгутика хоаноцита всегда контактирует с апикальной частью его ядра.

## Размножение и развитие

Амфибластульный тип развития. 1 — яйцо, 2 — инкурвационное дробление, 3 — стомобластула, 4 — инкурвация, 5 — амфибластула, 6 — олинтус

У некоторых представителей описано бесполое размножение почкованием. Для губок подкласса Calcaronea характерен амфибластульный тип развития. Их яйца изолецитальные, олиголецитальные, овальные, окружены специализированными питающими клетками. Дробление полное, асинхронное, неравномерное, инкурвационное. Ещё на первых циклах дробления начинает проявляться передне-задняя полярность зародыша. В течение всего развития зародыш имеет бластульную организацию (состоит из крупной полости, окружённой одним слоем жгутиковых клеток), однако жгутики обращены не наружу, а внутрь, и такую инвертированную бластулу называют стомобластулой. Стомобластула выворачивается через отверстие между клетками на заднем полюсе, превращаясь в личинку — амфибластулу. До стадии амфибластулы развитие дочерней губки происходит в мезохиле материнской губки. Её передний полюс образован жгутиковыми клетками, а на заднем полюсе находятся безжгутиковые зернистые клетки. Корешки жгутиков поперечно исчерчены, специализированных межклеточных контактов нет. В ходе метаморфоза жгутиковые клетки поодиночке погружаются внутрь, превращаясь в хоаноциты, клетки мезохила, склероциты и эндопинакоциты. Безжгутиковые клетки заднего полюса остаются на поверхности и дают начало экзо- и базопинакодерме. Переднезадняя ось личинки становится базоапикальной осью губки. Молодая губка также называется олинтусом.

## Распространение и экология
Морские обитатели; населяют эпибентос, как и все губки, питаются фильтрованием воды. Некоторые представители населяют криптические местообитания, такие как пещеры.

## Классификация
Деление класса известковых губок на подклассы Calcaronea и Calcinea было впервые предложено Г. П. Биддером (англ. G. P. Bidder) в 1898 году в статье «The Skeleton and Classification of Calcareous Sponges». Он предложил разделить подкласс Calcaronea на два отряда: Asconida, у представителей которого центральная полость (спонгоцель) выстлана хоаноцитами и сообщается с внешней средой при помощи пороцитов, и Sycettida, у которых спонгоцель не выстлан хоаноцитами и не сообщается с внешней средой при помощи пороцитов. В настоящее время такая классификация не используется.
В подкласс Calcaronea включают следующие отряды и семейства:
- Отряд Baerida[англ.] Borojevic, Boury-Esnault & Vacelet, 2000 — 4 семейства, 8 родов
  - Семейство Baeriidae Borojevic, Boury-Esnault & Vacelet, 2000
  - Семейство Lepidoleuconidae Vacelet, 1967
  - Семейство Petrobionidae Borojevic, 1979
  - Семейство Trichogypsiidae Borojevic, Boury-Esnault & Vacelet, 2000
- Отряд Leucosolenida[англ.] Hartman, 1958 — 9 семейств, 42 рода
  - Семейство Achramorphidae[англ.] Borojevic, Boury-Esnault, Manuel & Vacelet, 2002
  - Семейство Amphoriscidae[англ.] Dendy, 1893
  - Семейство Grantiidae Dendy, 1893
  - Семейство Heteropiidae[англ.] Dendy, 1893
  - Семейство Jenkinidae[англ.] Borojevic, Boury-Esnault & Vacelet, 2000
  - Семейство Lelapiidae[англ.] Dendy & Row, 1913
  - Семейство Leucosoleniidae[англ.] Minchin, 1900
  - Семейство Sycanthidae[англ.] Lendenfeld, 1891
  - Семейство Sycettidae[англ.] Dendy, 1893
- Отряд Lithonida[англ.] Vacelet, 1981 — 1 семейство, 6 родов
  - Семейство Minchinellidae Dendy & Row, 1913

По данным исследования, результаты которого были опубликованы в 2018 году, классификация Calcaronea, основанная на морфологических признаках, является искусственной и не соответствует филогении подкласса, восстановленной по данным молекулярного анализа. В частности, отряд Baerida признан невалидным.